# パッタヤー・ブラット
「パッタヤー・ブラット」(ドイツ語:Pattaya Blatt) は、タイ王国チョンブリー県パッタヤーで発行されているドイツ語新聞。2002年7月7日に創刊。

## 概略
パッタヤー・ブラットは、 パッタヤー・メールとチェンマイ・メールを発行しているPattaya Mailとパッタヤー・メール・パブリッシング社（Pattaya Mail Publishing）によって出版されている。およそ5.000部発行。